# Lars Ekman (sångare)
Lars Stellan Vilhelm Ekman, född 4 januari 1929 i Borås, död 11 oktober 2005 i Bjärred i Skåne län, var en svensk opera- och operettsångare. Han framträdde i tenor- och barytonroller.
Ekman, vars far var jägmästare, växte upp i Alingsås. Han avlade en företagsekonomisk examen 1950 och genomgick sedan 1951–1957 solosångklassen vid Musikaliska akademien i Stockholm, under 1955–1957 parallellt med studier vid Operaskolan. Han medverkade vid Drottningholmsteaterns föreställningar 1956–1959, var engagerad vid Stockholmsoperan 1958–1959, vid Stora teatern i Göteborg 1959–1962 och vid Malmö Stadsteater 1962–1983. Efter detta var han verksam som konsert- och kyrkosångare samt medverkade fram till 2001 i uppsättningar vid Nöjesteatern i Malmö.
Han debuterade 1959 vid Stockholmsoperan som Marcel i La Bohème. Såväl i Göteborg som i Malmö gjorde han huvudroller i en lång rad klassiska operetter och musikaler, bland annat i Tiggarstudenten, Boccaccio, Kiss Me, Kate och Oklahoma! Bland andra operaroller märks Alfredo i La traviata och Silvio i Pajazzo.
Lars Ekman är begravd på Fjelie gamla kyrkogård.

## Teater

### Roller (urval)
- 1993 – Pippi Långstrump av Astrid Lindgren, regi Gordon Marsh, Nöjesteatern, Malmö [3]